# 星美織
星 美織（ほし みおり、1984年11月11日 - ）は、日本のAV女優。
和歌山県出身。身長：162cm。スリーサイズ：B88（Dカップ）・W52・H82。血液型：O型。趣味、特技：料理、そうじ、音楽鑑賞。

## 略歴
- 2007年にアイデアポケットから『FIRST IMPRESSION 25』でAVデビュー。2008年以降は顕著な活動を行っていない。

## 作品

### アダルトビデオ

#### 撮りおろし作品
2007年
- FIRST IMPRESSION 25 星美織（7月1日、アイデアポケット）
- MAX MOSAIC VOL.16 星美織（8月1日、アイデアポケット）
- RQの誘惑 星美織（9月1日、アイデアポケット）
- 美織先生の誘惑授業（10月1日、アイデアポケット）
- DIGITAL CHANNEL DC43 星美織（11月1日、アイデアポケット）
- 痴女医 星美織（12月1日、アイデアポケット）

#### 総集編など
2008年
- 質問は後にして… 美人女教師20人のノンストップ連続8時間授業（6月1日、アイデアポケット）
- アナタのお注射を打ってください… エロ女ナース20人8時間スペシャル!（8月1日、アイデアポケット）
- しみけんのプライベート7FUCK 2（8月1日、アイデアポケット）
- 美女達の究極モザイクFUCK BEST（9月1日、アイデアポケット）
- 魅惑の美人女教師10人の誘惑授業240分スペシャル（10月1日、アイデアポケット）

2009年
- 白の巨塔2 黒澤あららのぶっかけ作品集（2月1日、アイデアポケット）
- 女性上位時代 騎乗位48人360分スペシャル!（7月1日、アイデアポケット）
- ナースメガ盛り30人! 480分スペシャル!（7月1日、アイデアポケット）
- 日めくりオナニーカレンダー（8月1日、アイデアポケット）

2010年
- Firstimpression Firstsex つまり20本番で8時間!!（1月1日、アイデアポケット）